# Stephan Van der Heyden
Stephan Van der Heyden (Sint-Gillis-Waas, 3 juli 1969) is een gewezen Belgisch voetballer, die speelde als linkshalf. Hij voetbalde voor KSK Beveren, Club Brugge, Roda JC en Germinal Beerschot. Hij speelde vier keer voor de Rode Duivels.

## Spelerscarrière
Stephan Van der Heyden begon op jonge leeftijd te voetballen bij de jeugd van Sporting Sint-Gillis-Waas. Al snel volgde de overstap naar KSK Beveren, waar hij in 1987 debuteerde in de A-kern. Bij Beveren werd de linkermiddenvelder een ploegmaat van o.a. Peter van Vossen, Geert De Vlieger en Edwin van Ankeren.
In 1991 versierde Van der Heyden een transfer naar Club Brugge. Hij was een van de vele nieuwkomers dat seizoen. Ook Marc Schaessens, Paul Okon en trainer Hugo Broos trokken dat jaar naar Brugge. Een van Van der Heydens eerste wedstrijden voor blauw-zwart was de Belgische Supercup van 1991 tegen RSC Anderlecht. Club Brugge won na penalty's.
Van der Heyden werd een vaste waarde op de linkerflank van Club Brugge. Zonder al te veel moeite hield hij Dominique Vanmaele uit de ploeg. Bovendien werd hij in 1991 ook voor het eerst opgeroepen voor de nationale ploeg.
De middenvelder mocht van bondscoach Paul Van Himst naar het WK 1994 in de Verenigde Staten. Hij was een van de zeven spelers van Club Brugge in de selectie. Van der Heyden werd met Club Brugge kampioen in 1992 en 1996 en won de Beker van België in 1995 en 1996.
In z'n laatste seizoen bij Brugge kwam hij minder aan spelen toe en verhuisde hij naar het Nederlandse Roda JC. Bij Roda JC werd Van der Heyden een vaste pion en in 1997 won hij de KNVB beker. In 1997 werd hij voor één seizoen eigendom van het Franse Lille OSC, om vervolgens terug te keren naar Roda. Na drie seizoenen keerde hij terug naar België.
In 1999 werd voetbalclub Germinal Beerschot opgericht. Franky Van der Elst, een gewezen ploegmaat van Van der Heyden bij Club Brugge en de nationale ploeg, haalde hem dat jaar naar Germinal Beerschot. Maar Van der Heyden kon er niet schitteren want de linkermiddenvelder sukkelde met verschillende blessures. Uiteindelijk werd hij zelfs naar de B-kern verwezen. In 2001 zei hij het profvoetbal definitief vaarwel. Hij ging nog wel even voetballen voor het kleinere Cappellen FC.

## Trainerscarrière
Als economisch geschoolde begon hij na zijn loopbaan als voetballer een leven als belegger. In oktober 2010 werd hij assistent-coach bij KSC Lokeren. In juni 2013 werd Van der Heyden assistent-coach bij Club Brugge. Hij was al twee seizoen bij Brugge in dienst als liniecoach en scout. In juni 2017 maakte Club Brugge een einde aan de samenwerking.
In september 2017 ging Van der Heyden aan de slag als assistent bij de Macedonische kampioen FK Vardar Skopje, waar Čedomir Janevski net hoofdcoach was geworden. Janevski en Van der Heyden maakten het seizoen uiteindelijk niet af bij Vardar Skopje, dat dat seizoen tweede eindigde op ruime afstand van kampioen FK Shkëndija 79 Tetovo.
In oktober 2018 werd Van der Heyden de rechterhand van gewezen Club Brugge-ploegmaat Vital Borkelmans bij Jordanië. Samen namen ze deel aan de Asian Cup 2019. Onder hun leiding werd Jordanië groepswinnaar in een groep met Australië, Palestina en Syrië. In de achtste finale sneuvelde Jordanië pas na strafschoppen tegen Vietnam. Na afloop van het toernooi kregen ze een contractverlenging van vier jaar. Na de niet-kwalificatie van Jordanië voor het WK 2022 kwam er een einde aan het Jordaanse avontuur van Borkelmans en Van der Heyden.
In november 2021 trok Van der Heyden naar India, waar hij bij eersteklasser Kerala Blasters FC de assistent werd van hoofdtrainer Ivan Vukomanović. In de zomer van 2022 besloot hij zijn contract er niet te verlengen.
Als hulptrainer wacht hem een nieuwe uitdaging onder kersvers hoofdtrainer Philippe Clement. Na een slechte seizoenstart in de Schotse competitie waar de Rangers slechts vier keer in zeven wijdstrijden konden winnen en de desastreuse voorronde van de Champions League waar ze roemloos onderuit gingen tegen PSV Eindhoven was Michael Beale aan de kant geschoven. Het bestuur koos dus voor het Belgische duo om de Rangers naar de 56ste landstitel te leiden.

## Erelijst
Roda JC
- KNVB beker

1997

## Trivia
- Van der Heyden is Oost-Vlaming en afkomstig uit het Waasland, dat ligt in het noordoosten van de provincie. Hij is evenwel geen familie van gewezen Club Brugge-verdediger en Oost-Vlaming Peter Van der Heyden die afkomstig is uit de Denderstreek, het uiterste oosten van Oost-Vlaanderen.
- Hij heeft een minder bekende naamgenoot (andere spelling), die net als Peter Van der Heyden afkomstig is uit de Denderstreek en ook een linkerflankspeler was: Stephane Vanderheyden. Hij speelde in het verleden voor onder meer FC Denderleeuw, RAA La Louvière, KSV Roeselare en Racing Mechelen.